# Archelaos (Philosoph)

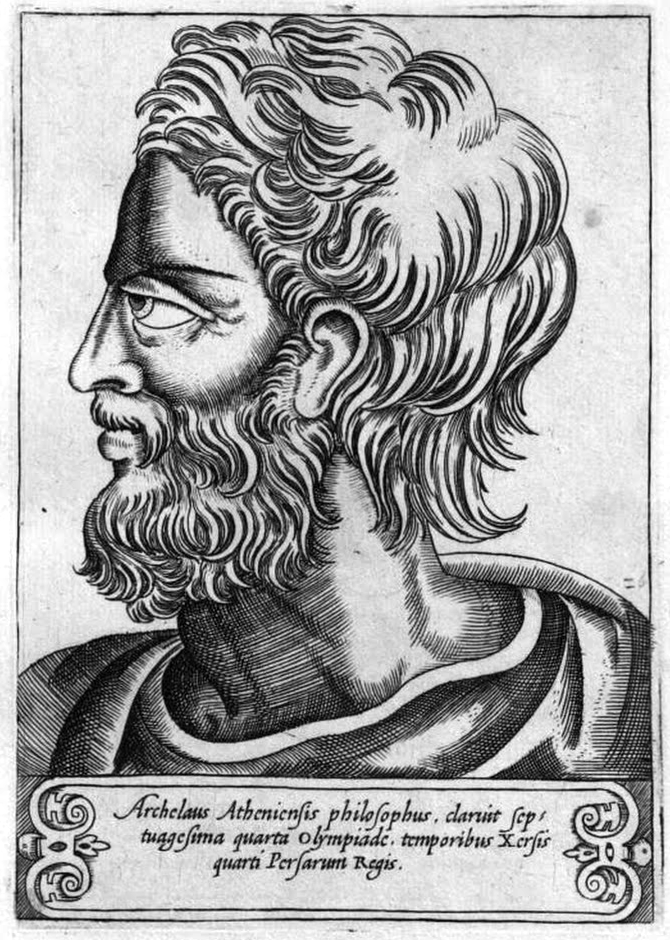

Archelaos (griechisch Ἀρχέλαος Archélaos, auch Archelaos von Athen) war ein antiker griechischer Philosoph. Er lebte im 5. Jahrhundert v. Chr.
Wahrscheinlich wurde Archelaos in Athen geboren. Er war Schüler des Anaxagoras und laut Diogenes Laertios ein Lehrer von Sokrates. Auch wenn einige Forscher vermuten, dass dies nur ein Versuch war, die ionische Schule mit Sokrates in Verbindung zu bringen, halten andere Diogenes’ Angabe für glaubwürdig. Eigene Werke sind von Archelaos nicht erhalten, sodass seine Lehre nur aus Angaben bei Diogenes Laertios, Simplikios, Plutarch und Hippolyt von Rom erschlossen werden kann.
Archelaos entwickelte wahrscheinlich eine Ethik. In seiner Kosmologie griff er auf die ionische Schule zurück. Er spekulierte über die Existenz einer Grundmaterie, die identisch mit Luft und vermengt mit Geist sei, womit er den Materie-Geist-Dualismus des Anaxagoras umgeht. Aus dieser geisterfüllten „Luft“ ergebe sich durch Verfestigung und Verdünnung, warm und kalt, Wasser und Feuer. Der eine Aspekt immer passiv, der andere aktiv. Die Erde und die himmlischen Körper sah Archelaos als aus Dreck und Staub gemacht an, dem Produkt aus Feuer und Wasser. Daraus sei auch der Mensch entstanden, zunächst in seiner niederen Form. Die Moral und künstlerische Veranlagungen unterscheiden den Menschen vom Tier.
Das Gerechte und das Schädliche existieren für Archelaos nicht von Natur aus, sondern sind Produkt der Konvention. Die Kenntnis der jeweils vorherrschenden Regeln (zeitlich und kulturell verschieden) und die Beeinflussung dieser zum eigenen Vorteil steht im Mittelpunkt sophistischer Philosophie.